# Sehard
Sehard († 10. Oktober 928) war von 919 bis 928 Bischof von Hildesheim.
Über seine Herkunft ist nichts Genaues bekannt. Möglicherweise war er ein Billunger. Es ist wahrscheinlich, dass er dem Kloster Fulda angehörte, bevor er zum Bischof berufen wurde. Möglicherweise war er verwandt mit Abt Sigehard (Amtszeit 869–891). Eine Verwandtschaft bestand möglicherweise auch mit Bischof Nidhard von Münster, Bernhard von Halberstadt und seinem eigenen Nachfolger Diethard.
König Heinrich I. setzte ihn 919 als Bischof in Hildesheim ein. Ziel war es, diese Diözese stärker unter den Einfluss der Liudolfinger zu bringen. Die Verbindung zur Königsfamilie dürfte eng gewesen sein, obwohl zur Reichspolitik des Bischofs keine Quellen vorliegen. Im St. Galler Verbrüderungsbuch taucht er in einer Liste der Königsfamilie zusammen mit wichtigen Amtsträgern auf.
Während seiner Amtszeit weihte er 926 den Westbau der Gandersheimer Stiftskirche. Möglicherweise hat er auch die Äbtissin Hrotsuit 923 geweiht. Außerdem hat er zur Ausschmückung des Hildesheimer Doms beigetragen. Nach seinem Tod wurde er im Dom in der Nähe des St.-Cäcilien-Altars beigesetzt.